# Primera Air
Pour les articles homonymes, voir Primera (homonymie).

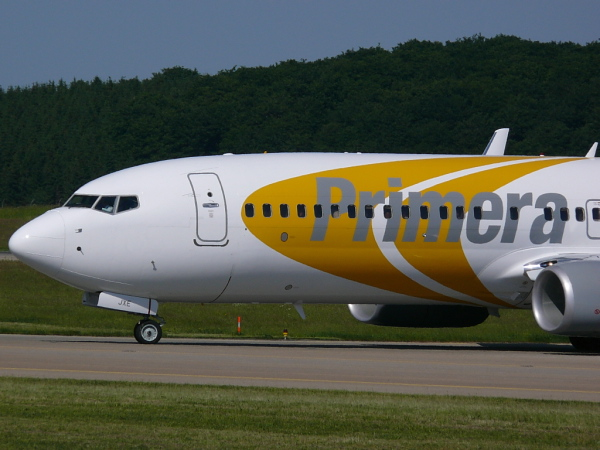
Boeing 737-800 de Primera Air à l'Aéroport de Malmö

Primera Air (Code AITA : PF ; code OACI : PRW) est une ancienne compagnie aérienne danoise, fondée en 2003 sous le nom de JetX en Islande. Son siège était situé à Copenhague.
Primera Air est depuis 2008 la propriété exclusive de la Primera Travel Group, dont Primera Air Scandinavia est un membre (qui comprend Solresor, Tours Bravo, Lomamatkat, Heimsferðir et Solia), et son objectif principal est de fournir des services de transport aérien pour le marché des loisirs.
Primera Air dépose le bilan et cesse ses opérations le 2 octobre 2018.

## Historique
La compagnie aérienne « JetX » a été fondée en Islande en 2003. Elle était exploitée aux termes d’un CTA délivré dans ce pays. En 2008, Primera Travel Group se porta acquéreur de cette compagnie aérienne, la rebaptisa Primera Air, et nomma Jón Karl Ólafsson PDG de Primera Air Scandinavia, dont le siège social est situé à Copenhague, au Danemark. La société continua à se développer et acheta en 2009 deux nouveaux Boeing 737-800 nouvelle génération. En juillet 2014, Primera avait affrété 1006 vols et accueilli 155 000 passagers, pour un taux d’occupation des sièges de 91 %.
Primera Air a annoncé en août 2014 la création d’une nouvelle compagnie aérienne, (Primera Air Nordic) en Lettonie), qui sera exploitée parallèlement à Primera Air Scandinavia. Dans le même temps, un nouveau centre de contrôle du réseau a été ouvert à Riga afin de superviser l’ensemble des aspects opérationnels de la société, en se concentrant sur la consolidation de la croissance des dernières années et la conquête de nouveaux marchés en dehors de la Scandinavie. La migration du centre de contrôle a été sous-tendue par un environnement commercial favorable, associé à un personnel qualifié et à l’application de normes de qualité strictes. Cette action stratégique fut accompagnée de la nomination de Hrafn Thorgeirsson en tant que PDG de Primera Air Scandinavia et Primera Air Nordic,,.
Cette restructuration majeure et cette consolidation ont eu un effet positif sur la société. En 2015, Primera Air exploitait 8 appareils pour un chiffre d’affaires de 250 millions USD et a réalisé un bénéfice avant intérêts, impôts, dépréciation et amortissement(BAIIDA) de plus de 5,2 millions d’euros. Au cours des 8 premiers mois de 2016, la société a réalisé un bénéfice de 4 millions d’euros, avec une estimation de fin d’année s’élevant à 7,6 millions. De fait, Primera Air est aujourd’hui une compagnie aérienne dano-lettonne détenue par des Islandais,,.
Le 1er octobre 2018, la compagnie annonce qu'elle dépose son bilan et cesse toutes ses opérations dès le 2 octobre 2018. Elle invoque des coûts exceptionnels liés à la corrosion de ses appareils et des retards de livraison de nouveaux Airbus 321neo déclenchant de nombreuses difficultés opérationnelles. Elle déclare ne pas être parvenue à un obtenir auprès de sa banque un financement court terme nécessaire à la poursuite de son activité.

## Modèle d’entreprise
À l’origine, Primera Air proposait des vols charters aux principaux voyagistes scandinaves, puis a progressivement commencé à vendre des sièges en excédent comme « vols secs » sur certains des vols charters réguliers, en 2013. Le succès de cette stratégie a permis à Primera Air d’augmenter le nombre de liaisons et la fréquence des vols, avec pour conséquence la création d’un modèle d’entreprise axé à la fois sur les vols charters et sur les vols réguliers. Aujourd’hui, la majorité des vols Primera Air sont des vols réguliers, bien que certains vols combinent passagers de charters et de vols réguliers. Des services de vols charters distincts sont également disponibles,.
Primera Air a également annoncé une augmentation de la fréquence des vols vers ses destinations les plus populaires du sud de l’Espagne.

## Destinations

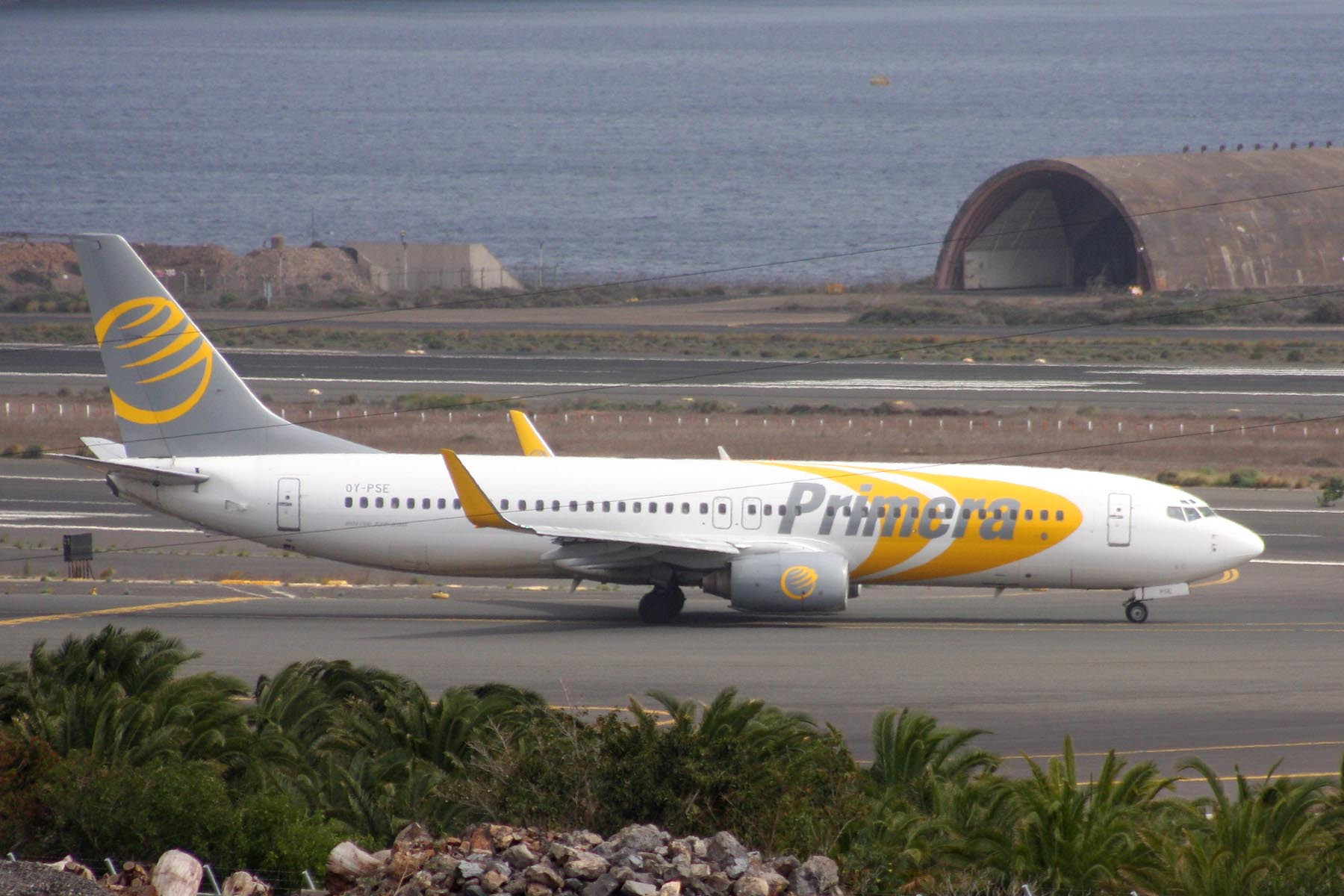
Boeing 737-800 de Primera Air circulant au sol à l’aéroport de Gran Canaria

Primera Air propose des vols aller-retour à partir de ses aéroports-pivots de Scandinavie, vers des destinations de vacances populaires situées sur les côtes européennes de la Mer Méditerranée, ainsi que vers les Îles Canaries, les Açores, Madère, la Bulgarie et la Turquie. Cette compagnie propose également des vols charters sur mesure vers quasiment toutes les destinations. La compagnie gère deux catalogues saisonniers (hiver et été).
À la fin de l’année 2014, Primera Air a lancé 10 nouveaux vols directs (hiver et été) à partir de l’Islande, vers les destinations suivantes : Las Palmas, Tenerife, Alicante, Salzbourg, Malaga, Majorque, Barcelone, Bologne, Crète et Bodrum.
Le 26 octobre 2014, Primera Air a lancé des vols hebdomadaires au départ de Göteborg et Malmö vers Dubaï (Al Maktoum) et Tenerife et d’Helsinki vers Las Palmas et Fuerteventura. Le 16 novembre, après l’obtention par la compagnie de droits d’exploitation aux États-Unis, une liaison a été établie entre l’Keflavik et New York (JFK). Plus tard dans l’année, quatre nouvelles liaisons hebdomadaires ont été ouvertes : Aalborg-Las Palmas, Copenhague-Billund-Lanzarote, Aarhus-Tenerife et Aalborg-Fuerteventura.
En 2015, Primera Air a conclu des accords portant sur un montant de 30 millions d’euros avec plusieurs des principales agences de voyages françaises, en vue de l’exploitation d’une gamme de vols estivaux sur 2 appareils à partir de l’aéroport Charles de Gaulle et vers des destinations de vacances populaires,.
En février 2016, des vols vers les villes croates de Dubrovnik et Pula ont été ajoutés au catalogue
.
Depuis le début du mois de mai 2016, Primera Air propose des vols réguliers au départ de l’Billund, vers l’Nice et l’Venise,.
Peu après, une liaison avec Antalya a été établie. L’année dernière, Primera Air a annoncé pour la saison estivale 2017 une augmentation de la fréquence des vols existants, ainsi que la création de nouvelles liaisons entre Stockholm et deux aéroports italiens, Milan et Aéroport Léonard-de-Vinci de Rome Fiumicino Trieste, Almería et Lamezia Terme ont ensuite été rajoutées.
Le lancement de vols à destination de Kalamata, Ponta Delgada et Madère a été effectué pour l’été 2017.
Des vols directs de Paris CDG vers Boston, Toronto et Newark sont lancés au printemps 2018. À l'automne 2018, il était prévu des vols à destination de Tel-Aviv et Montréal.
Début 2018, Washington DC a rejoint les destinations transatlantiques disponibles,, ainsi que les aéroports grecs d'Athènes, Kos et Zakynthos.
Durant l'été 2018, Primera Air avait annoncé son intention de relier Brussels Airport et Newark International Airport (New York) à partir du 9 mai 2019, la compagnie aurait été la première low cost long courrier à décoller de Brussels Airport. Et à partir du 2 juin, la compagnie aurait dû également proposer trois vols par semaine vers Washington Dulles. Et une autre ligne Brussels-Boston aurait été inaugurée le 4 juin, à raison de 4 vols par semaine.

## Flotte historique

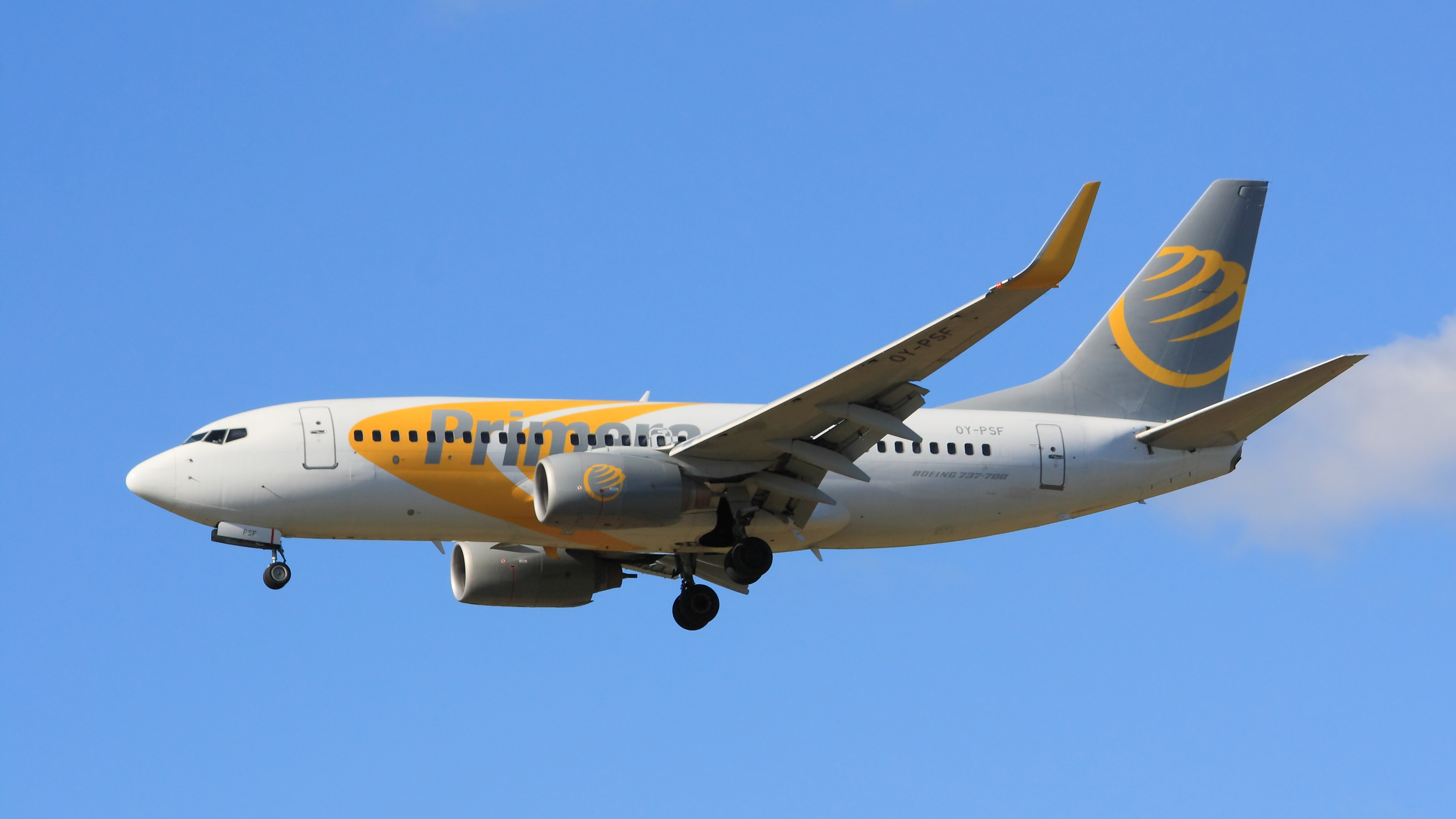
Primera Air Boeing 737-700

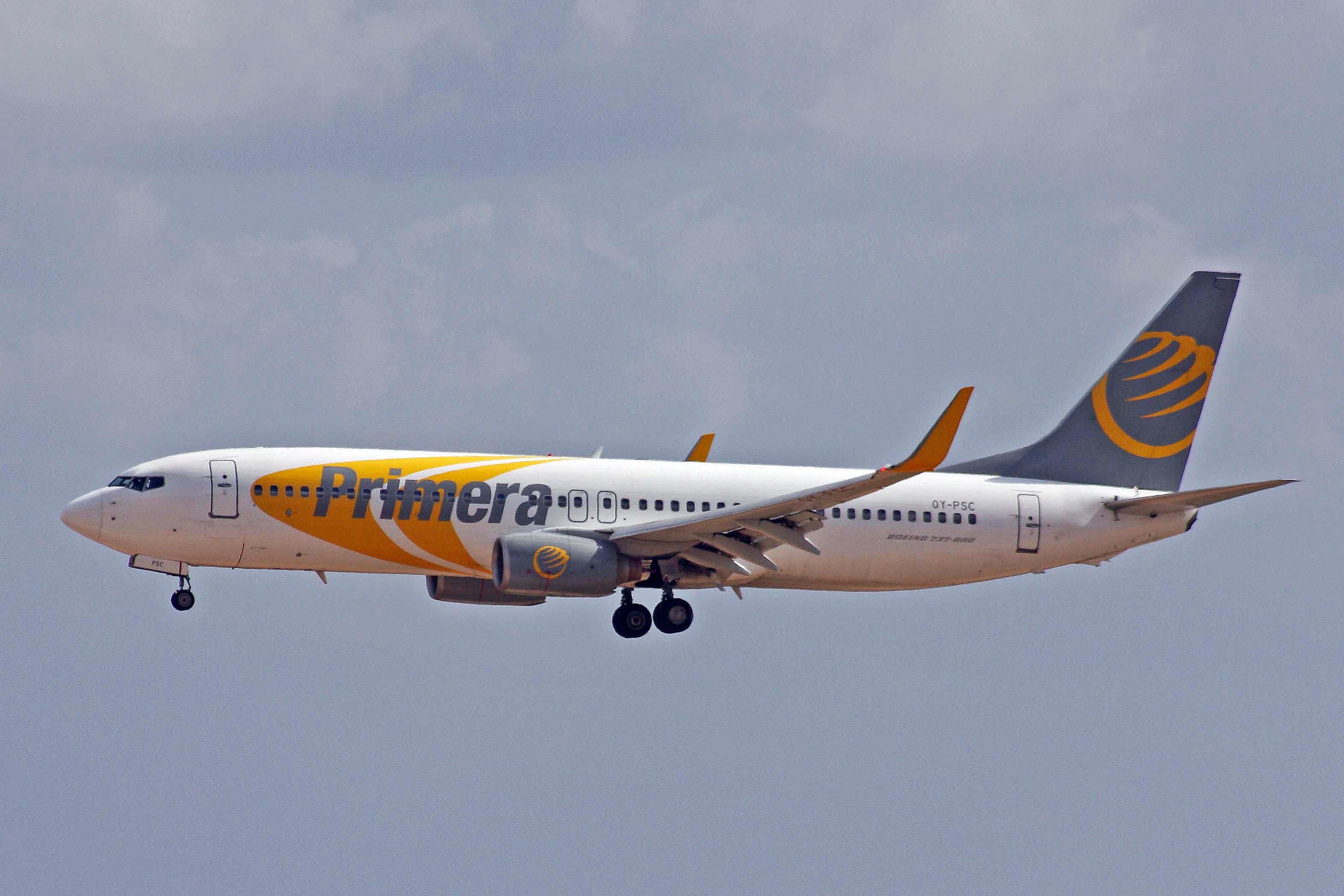
Primera Air Boeing 737-800

Le 1er octobre 2018, un jour avant sa faillite, la flotte de Primera Air se composait des appareils suivants:

## Incidents
- Le 10 juillet 2009, un Boeing 737-700 (immatriculation TF-JXG) de la compagnie Primera Air assurant le vol PF-362 entre Zakinthos (Grèce) et Dublin (Irlande), avec à son bord 153 passagers et 6 membres d’équipage, a été escorté par deux chasseurs de l’armée italienne vers l’aéroport de Rome Fiumicino (Italie) après que son équipage a demandé un atterrissage d’urgence en raison d’un problème technique. Primera Air a déclaré que l’équipe avait détecté que les becs de bord d'attaque (dispositif de bord d’attaque) n’étaient pas positionnés correctement. Cette découverte a incité l’équipage à dérouter l’appareil vers un aéroport disposant d’une piste suffisamment longue pour permettre un atterrissage avec les becs de bord d’attaque relevés, ce qui était possible à Fiumicino. L’Aéroport de Naples-Capodichino a été écarté en raison de la nature du sol aux alentours de l’aéroport et de la longueur insuffisante de la piste. L’appareil s’est posé en toute sécurité sur la piste 16L et le statut d’urgence a été levé 19 minutes après l’atterrissage[32].
- Le 28 février 2016, un Boeing 737-800 assurant la liaison entre Tenerife et Stockholm a été contraint à un atterrissage d’urgence à Nantes (France), à la suite d’un problème de moteur survenu en vol. Les pilotes ont déclaré dans leur rapport avoir entendu un bruit inhabituel en provenance de l’un des moteurs, qui s’est ensuite enflammé. Un passager a également affirmé avoir vu un des moteurs cracher du feu. L’appareil et ses 169 passagers ont pu atterrir sans encombre à l’aéroport de Nantes, qui était le plus proche au moment de l’incident. Tous ses passagers, ainsi que les membres d’équipage ont été logés sur place pour la nuit. Un porte-parole de la compagnie Primera Air a déclaré : « La cause de la défaillance technique fait l’objet d’investigations de nos experts techniques, en collaboration avec le fabricant, le motoriste CFM. [...] Nous tenons à rendre hommage à l’équipage pour sa gestion de l’incident et le haut degré de professionnalisme dont il a fait preuve. »[33],[34]